# دورا مارية
دورا مارية (بالإسبانية: Dora María)‏ هي مغنية مكسيكية، ولدت في 30 أغسطس 1933 في فيلاهيرموسا في المكسيك.

## وصلات خارجية
- دورا مارية على موقع IMDb (الإنجليزية)
- دورا مارية على موقع ميوزك برينز (الإنجليزية)